# Malachodendron pentagynum
Malachodendron pentagynum là một loài thực vật có hoa trong họ Theaceae. Loài này được (L'Hér.) Dum. Cours. mô tả khoa học đầu tiên năm 1811.